# La Cisterna
La Cisterna este un oraș și comună din provincia Santiago, regiunea Metropolitană Santiago, Chile, cu o populație de 85.118 locuitori (2012) și o suprafață de 10 km2.